# Șab Mami
Șab Mami (arabă:شاب مامي; transliterat „Cheb Mami” în limba franceză), numele real Ahmed Khelifati Mohamed (11 iulie, 1966,  Saida, Algeria) este un cântăreț algerian de  raï.
Cântă în limba arabă algeriană, franceză și uneori, în arabă egipteană.

## Carieră
În 1982, adolescentul de 16 ani cânta la show-ul radio Alhan wa Chabab, o competiție muzicală organizată de Radio Télevision Algérienne. Juriul, care până atunci nega chiar existența genului muzical raï, i-a acordat premiul întâi concurentului care a interpretat un cover al piesei faimoasei dive egiptene, Umm Kulthum, dar au fost obligați să răsplătească reprezentația lui Mami, acordându-i premiul II.
Prima apariție oficială a lui Șab Mami a avut loc la primul Festival de Raï de la Oran din 1985, festival ce a marcat recunoașterea oficială a genului de către autoritățile algeriene.
După satisfacerea stagiului militar a efectuat turnee în Statele Unite, Țările de Jos, Germania, Elveția, Spania, Scandinavia și Anglia.
Șab Mami a obținut succesul atât datorită interpretării unor cântece aparținând genului raï, datorită remixului piesei sale Parisien du Nord în stil hip-hop, pe albumul său Meli Meli, cât și datorită featuring-ului realizat împreună cu Sting pentru piesa Desert Rose.
Probabil cea mai de succes înregistrare a sa este albumul Dellali, produs de Nile Rodgers, fostul chitartist al formației Chic, album care a fost lansat la scurt timp după colaborarea sa cu Sting.
În 2003 a fost numit cavaler al Ordinului național francez de merit de către președintele de atunci al Franței, Jacques Chirac, care a dorit să recompenseze „talentul unui foarte mare artist care a reușit să facă din genul raï unul cunoscut în întreaga lume”.

## Cazul Șab Mami
În momentul de față, pe numele lui Șab Mami este emis un mandat internațional de arestare, după ce în octombrie 2006 a fost acuzat de „violență, sechestrare și amenințări” împotriva unei foste iubite. Este acuzat că a încercat să o forțeze pe aceasta, un fotograf al unei reviste, să facă avort. Victima susține că, în timpul unei călătorii în Algeria, în vara anului 2005, a fost încuiată într-o casă aparținând unui prieten al lui Mami, unde a fost bătută o noapte întreagă. Întoarsă în Franța, aceasta a realizat că copilul încă trăiește și a hotărât să îl păstreze.

La data de 25 octombrie 2006, a fost arestat pentru „violență, sechestrare și amenințări”. A fost reținut timp de 3 luni, fiind pus în libertate provizorie, după achitarea unei cauțiuni de 200.000 de euro și confiscarea pașaportului. În momentul de față se află în Algeria și, deși pe numele său există un mandat internațional de arestare și este urmărit de Interpol, este foarte puțin probabil ca acesta să ajungă în fața justiției, deoarece Șab Mami este un „protejat” al președintelui algerian, Abdelaziz Bouteflika, dar și datorită faptului că Algeria nu își extrădează cetățenii, susține avocatul victimei, Françoise Cotta.
Într-un interviu acordat ziarului Quotidien d’Oran, Șab Mami a declarat că a fost victima unui șantaj din partea mass-mediei franceze, datorită faptului că este un star arab. Mami a dorit să fie judecat de către autoritățile algeriene deoarece nu mai are încredere în justiția franceză.

## Discografie selectivă
| Prince of Raï (1989)            | Let Me Raï (1991) | Saida (1994)         | Douni El Bladi (1996)       | Meli Meli (1999)          | Dellali (2001)   | Du Sud au Nord (2003)                     | Live au Grand Rex (2004)          | Layali (2006)                           |
| ------------------------------- | ----------------- | -------------------- | --------------------------- | ------------------------- | ---------------- | ----------------------------------------- | --------------------------------- | --------------------------------------- |
| 1. Ana Mazel                    | 1.Yo Yo           | 1.H’babi             | 1.Douni el Bladi            | 1.Meli Meli               | 1.Rai C’est Chic | 1.Des 2 cotesfeat.Mouss et hakim          | 1.Azwaw                           | 1.Halili feat.Zaho                      |
| 2. Dertfik Confiance            | 2.Haoulou         | 2.Ma Ma              | 2.Dertfik confiance         | 2.Alache Alik             | 2.Views Habibi   | 2.Parisien du nord feat K.mel             | 2.Parisien du Nord                | 2. Gualbi Gualbi                        |
| 3. Douni El Bladi               | 3.Let Me Cry      | 3.Gaulbak K’ssah     | 3.Ralia mahboubit Galbi     | 3.Bledi                   | 3.Madanite       | 3.Madanite feat.Ziggy Marley              | 3.Nagumo feat.Susheela Raman      | 3. Inshallah                            |
| 4. Lella Rani Ensaaf El Mektoub | 4.Douha Alia      | 4.Hay Wadi Hay Galbi | 4.Ana Mazel                 | 4.Rani Maak El Youm       | 4.Rim Lachoua    | 4.Desert Rose feat.Sting                  | 4.Mamzareli                       | 4. Tigi Tigi                            |
| 5. Ralia Mahboubit Galbi        | 5.Fatma           | 5.Bent Bareh         | 5.Lella Rai Saaf El mektoub | 5.Fatma                   | 5.Yahamami       | 5.Cosi celeste feat.Zucchero              | 5.Mazal Souvenir Aandi            | 5.Gaiye bil Salama                      |
| 6. Tayo Tayo Adiani             | 6.Rah Eddani      | 6.Baida              | 6.Tayo Tayo adiani          | 6.Hada Ch’h               | 6.Ana Oualache   | 6.Nagumo feat.Susheela Raman              | 6.Desert Rose                     | 6.Ahla Layali Omrina                    |
| #                               | 7.Khalihoum       | 7.Ghi N’Ti           | 7.Ouach etsalini            | 7.Hatachi                 | 7.Ma vie 2 Fois  | 7.Enfant d’esfrinque feat .Corneille      | 7.Koum tara feat.Enrico Macias    | 7.Ajlissou                              |
| #                               | 8.Maandi          | 8.Li Fet ghi Mnem    | 8.Idha enti bitik           | 8.Bekatni                 | 8.Tzazae         | 8.Clando feat.113                         | 8.Bledi-mon pays                  | 8.Nos Couleus feat.K.Maro               |
| #                               | 9.Manimane        | 9.Zouaji             | 9.Chedi bentek              | 9.Cheikh                  | 9.Zarartou       | 9.Youm wara youm feat.Samira Said         | 9.Cosi celeste feat.Zucchero      | 9.Mama Dabia                            |
| #                               | #                 | 10.Alache Alache     | 10.Maniche aadouk           | 10.Azwaw                  | 10.Manazureh     | 10.Fugitif feat.Tonton David              | 10.Alache Alik                    | 10.Ellie Beina Intaha                   |
| #                               | #                 | 11.Trab              | 11.Ghebnouha                | 11.Parisien du Nord       | 11.Machi Chaba   | 11.The best times of our lives feat.Aswad | 11.Meli Meli                      | 11.Amshi Btraring                       |
| #                               | #                 | #                    | 12.Sehrane Ouahdi           | 12.Marseillais Du Nord    | 12.Hoaulou       | 12. Koum tera feat.Enrico Macias          | 12.Des 2 Cotes feat Mous et Hakim | 12. Non c’sera non(Omri Omri)feat.Sween |
| #                               | #                 | #                    | 13.Alauni(Instrumental)     | 13.Au Pays des Merveillus | 13.Khalouni      | 13.Azwaw 2 feat.Idir                      | 13.Haoulou                        | #                                       |
| #                               | #                 | #                    | #                           | 14.Azwaw Alternative      | #                | #                                         | 14.Zarartou                       | #                                       |